# Die Toten Hosen
Die Toten Hosen (Pseudonym: Die Roten Rosen) ist eine Band aus Düsseldorf, die sich aus der deutschen Punkbewegung entwickelt hat und 1982 gegründet wurde.
Die Gruppe um Frontmann Campino spielt Rockmusik mit überwiegend deutschen Texten und Elementen aus dem Punkrock. Neben der Berliner Band Die Ärzte ist sie eine der kommerziell erfolgreichsten deutschen Musikgruppen mit Wurzeln im Punkrock. Sie veröffentlichte bis September 2022 siebzehn Studioalben, acht Konzertalben und acht Kompilationen. Seit 1990 belegte sie zwölfmal den ersten Platz der deutschen Albumcharts. Ihren Schwerpunkt legen die Musiker auf Livekonzerte und den nahen Kontakt zum Publikum.

## Bandgeschichte

### 1982 bis 1987: Die ersten Jahre und frühe Erfolge

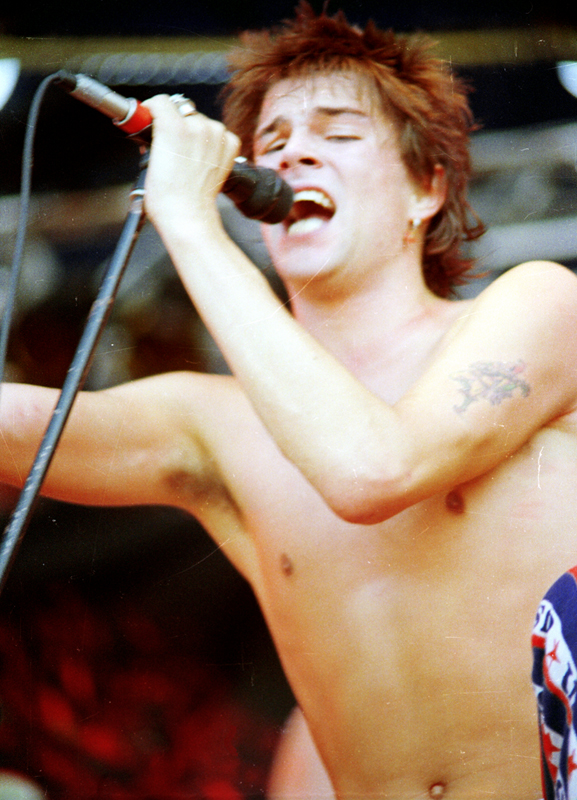
Campino, 1987

Die Band wurde 1982 im Ratinger Hof in Düsseldorf von Campino, Andreas von Holst, Andreas Meurer, Michael Breitkopf, Trini Trimpop und Walter Hartung, genannt Walter November, als Nachfolger von ZK gegründet. Bei ihrer Konzertpremiere Ostern 1982 im Bremer Schlachthof kündigte der Veranstalter sie versehentlich als „Die Toten Hasen“ an.
Im selben Jahr veröffentlichte sie unter dem bandeigenen Independent-Label Totenkopf kurz nacheinander die Singles Wir sind bereit und Reisefieber und ging unter dem Motto Roswitha kommt nicht, dafür aber Die Toten Hosen auf Konzertreise. Neben 50 Vorstellungen in Deutschland gab die Band ihr erstes Auslandskonzert im Ex mattatoio in Rom. Walter November verließ die Band kurz darauf wegen seiner Drogenprobleme.
Im März 1983 gaben Die Toten Hosen in Ost-Berlin mit der DDR-Punkband Planlos ein unerlaubtes Konzert auf dem Gelände der evangelischen Erlöserkirche in Rummelsburg. Im April 1988 spielten sie erneut inoffiziell in Ost-Berlin, diesmal mit der DDR-Gruppe Die Vision auf dem Gelände der Hoffnungskirche in Pankow.
Nachdem Die Toten Hosen zwei Monate zuvor von EMI unter Vertrag genommen worden waren, erschien im September 1983 das Debütalbum Opel-Gang. Das darauf enthaltene Partylied Eisgekühlter Bommerlunder wurde im selben Monat als Single ausgekoppelt. Der Videodreh dazu fand unter der Regie von Wolfgang Büld in einer kleinen bayerischen Kirche statt. Mit Kurt Raab in der Rolle eines katholischen Geistlichen, der dem Alkohol nicht abgeneigt ist, und Marianne Sägebrecht als Braut wurde eine chaotisch ablaufende Hochzeitszeremonie dargestellt. Die Gemeinde hielt es für nötig, die Dorfkirche danach neu zu weihen, und das Video wurde von den öffentlich-rechtlichen Fernsehprogrammen lange boykottiert. Ende des Jahres veröffentlichte die Band zusammen mit dem New Yorker Rapper Fab 5 Freddy eine Hip-Hop-Version des Bommerlunder-Songs unter dem Titel Hip Hop Bommi Bop als Weihnachtssingle.
Im Frühjahr 1984 ging die Band für das Goethe-Institut auf Frankreichtournee. Im Juni folgte sie einer Einladung der BBC zu einer John-Peel-Show. Wegen der hohen angefallenen Reisekosten in London kam es zum Eklat mit EMI. Ein weiterer Grund war der Rechtsstreit zwischen Norbert Hähnel, der im Vorprogramm den Volksmusiksänger Heino parodierte, den die EMI ebenso unter Vertrag hatte, und der eine einstweilige Verfügung vor dem Landgericht Düsseldorf gegen Hähnel durchsetzte. Danach wechselte die Band zu Virgin Records.
Die Streitigkeiten mit EMI setzten sich fort, als 1984 die zweite LP Unter falscher Flagge erschien. Das Coverbild mit dem vor einem Grammophon sitzenden Hundegerippe ist eine Karikatur des EMI-Warenzeichens His Master’s Voice. Die EMI erwirkte vor Gericht eine Änderung der Darstellung. Letztendlich wurde der Knochenhund in der Piratenflagge durch einen Knochenadler ausgetauscht, den die Band, neben dem Jolly Roger, bis heute als ihr Logo einsetzt. Die Tour zum Album umfasste mehr als 80 Konzerte allein in Deutschland.
Den ersten Fernsehauftritt im Abendprogramm hatte die Band im Oktober 1984 in Alfred Bioleks Show Bei Bio vom WDR Fernsehen. Im Herbst 1985 reiste die Gruppe unter dem Motto Disco in Moskau durch Ungarn und Polen. Ende 1985 verließ Trini Trimpop seinen Posten als Schlagzeuger und wechselte bis 1992 ins Management der Band. Neuer Drummer wurde vorübergehend Jakob Keusen, den im Januar 1986 Wolfgang Rohde ablöste.
Rohde saß am Schlagzeug, als man 1986 das dritte Album Damenwahl einspielte. Auf der gleichnamigen Konzertreise, die unter dem Motto Ficken, Bumsen, Blasen stand, ließ sich die Band vom Unternehmen Fromms sponsern und verteilte kostenfreie Kondome im Publikum. 1987 feierte die Band unter dem Pseudonym Die Roten Rosen mit der Schallplatte Never Mind The Hosen – Here’s Die Roten Rosen ihren ersten Charterfolg mit einer Höchstwertung von Platz 21. Das Album enthält ausschließlich Rockversionen deutscher Schlager; Name und Covergestaltung der Schallplatte sind eine Parodie auf die LP Never Mind the Bollocks, Here’s the Sex Pistols der Sex Pistols aus dem Jahr 1977.
Von März bis Dezember 1987 tourte die Band unter dem Motto Ein bunter Abend für eine schwarze Republik durch Deutschland. Im Rahmen der Tour folgten sie einer Einladung zum Roskilde Festival in Dänemark und trat beim Olof-Palme-Friedensfestival in Pilsen auf. Ende des Jahres 1987 erschien das erste Live-Album Bis zum bitteren Ende der Toten Hosen, das die Top 30 der deutschen und österreichischen Albumcharts erreichte.

### 1988 bis 1995:Hier kommt Alex, Anerkennung und am Gipfel der Charts

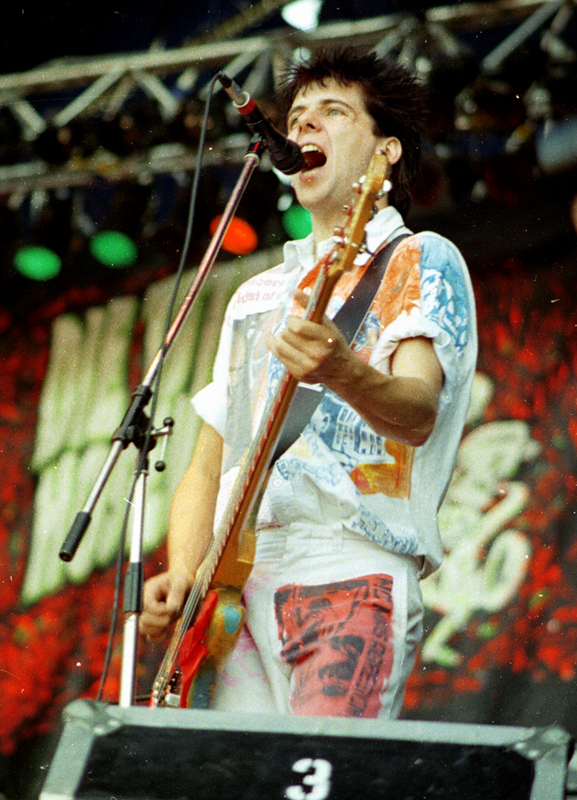
Andreas Meurer, 1987

Die 1988 veröffentlichte LP Ein kleines bißchen Horrorschau, die unter anderem das Lied Hier kommt Alex beinhaltet, war der kommerzielle Durchbruch der Gruppe. Das Album besteht zum größten Teil aus der Bühnenmusik zu Bernd Schadewalds Theaterstück A Clockwork Orange. Vorlage waren das gleichnamige Buch von Anthony Burgess und der Film von Stanley Kubrick. Neben Ralf Richter in der Hauptrolle stand die Band ein halbes Jahr lang auf der Bühne der Kammerspiele Bad Godesberg in Bonn.
Im September desselben Jahres trat die Band in Litauen in Vilnius und Kaunas auf dem Lituanika-Festival auf und wurde dort von der Jury zur besten Musikgruppe der Veranstaltung gewählt. Während der Frühjahrstournee 1989 reichte der Platz für circa 5000 Personen, den die Bonner Biskuithalle bietet, angesichts der zum Konzert angereisten Massen nicht aus, und ein Zusatzkonzert wurde angesetzt. Zudem gelang es der Band, die Dortmunder Westfalenhalle, mit 15.400 Besuchern restlos auszuverkaufen. Im November 1989 dokumentierte die Band mit dem Film 3 Akkorde für ein Halleluja ihr bisheriges Leben als Musiker. Im Frühjahr 1990 spielten sie zunächst als Vorband bei zwei Konzerten der Rolling Stones im Müngersdorfer Stadion in Köln. In der Live Music Hall in Köln-Ehrenfeld wurde ein Konzert der Toten Hosen für die Sendung Rocklife des WDR-Fernsehens aufgenommen.
Ein halbes Jahr nach dem Mauerfall begaben sich die Musiker Mitte April 1990 auf Fahrradtour in die DDR. Die Instrumente wurden mit einem Kleinbus transportiert, der die Gruppe begleitete. Die Stationen waren Klubs und Gaststätten in Bitterfeld, Halle, Leipzig, Dresden, wo die Band unter anderem in der Scheune spielte, und das Ostberliner Haus der jungen Talente.
Im Juli wurde die Band zum New Music Seminar nach New York eingeladen. Im Sommer reiste die Band nach Italien, um von dort unter anderem für die taz und den SDR 3 von der Fußball-Weltmeisterschaft zu berichten. Gleichzeitig brachten die Musiker eine „verrockte“ Coverversion des Klassikers Azzurro von Adriano Celentano und einen dazugehörenden Videoclip heraus. Der Film setzt sich satirisch mit dem Verhalten der Deutschen als Fußballtouristen im Ausland auseinander. Das im selben Jahr veröffentlichte Doppelalbum Auf dem Kreuzzug ins Glück erreichte als erstes Album der Gruppe den ersten Platz der deutschen Charts und wurde für 500.000 verkaufte Exemplare in Deutschland mit einer Platinschallplatte ausgezeichnet.
1991 wurde das Album Learning English Lesson One veröffentlicht. Bei den Liedern handelt es sich zum größten Teil um Coverversionen englischsprachiger Punkrock-Klassiker. Bei den Aufnahmen war immer mindestens ein Mitglied der Originalband anwesend. Zudem arbeitete die Band bei dieser Produktion mit dem englischen Postzugräuber Ronald Biggs zusammen, den sie in Rio de Janeiro besuchten. Von Frühjahr bis Herbst 1992 ging die Band unter dem Motto Menschen, Tiere, Sensationen in Europa auf Tournee und spielte anschließend zum ersten Mal in Argentinien. Die zu Weihnachten 1992 veröffentlichte Single Sascha … ein aufrechter Deutscher zeigte eine deutliche Ausrichtung gegen Rechtsradikalismus. Mit dem Erlös unterstützte die Band den Düsseldorfer Appell gegen Fremdenfeindlichkeit und Rassismus. Die Republikaner versuchten erfolglos, den Song wegen parteilicher Verunglimpfung verbieten zu lassen, und trugen damit ungewollt zum Erfolg des Titels bei – die Single spielte über eine halbe Million Mark ein.
1993 erschien das Album Kauf MICH!, das Platz eins der deutschen Albumcharts erreichte. Es behandelt hauptsächlich die Themen Konsum, Werbung und Rechtsextremismus. Die vom Album ausgekoppelten Lieder Wünsch DIR was, Alles aus Liebe und Kauf MICH! waren ebenfalls auf den ersten 35 Plätzen der Singlecharts zu finden. Im Sommer spielten sie als Vorgruppe von U2 bei deren Zoo TV Tour in Deutschland vor jeweils mehr als 50.000 Menschen. Im selben Jahr brachte die Band ihr erstes Best-of-Album mit dem Titel Reich & sexy heraus und stellte sich nackt auf dem Cover als protzende Plattenmillionäre, umgeben von mehreren unbekleideten Damen, dar. Mit Love, Peace & Money folgte 1994 eine internationale Version des Best-of-Albums. Zu diesem Zeitpunkt war die Band Die Toten Hosen mit insgesamt drei Alben gleichzeitig in den deutschen Charts vertreten.
1994 war die Band erneut fast das gesamte Jahr über in Deutschland und im angrenzenden Ausland unterwegs und trat unter anderem im Amphitheater Açıkhava Tiyatrosu in Istanbul auf. Im November gab sie vier Konzerte in den USA und in Kanada als Vorband von Green Day. Beim ORB/SFB-Jugendsender Fritz moderierten die Musiker ab April 1995 mit Tausend Takte Tanzmusik ihre eigene Hörfunksendung. Das Format lief über ein Jahr, immer sonntags von 19 bis 20 Uhr. Ende des Jahres gründete die Band das Unternehmen JKP und nahm damit die Vermarktung ihrer Tonträger selbst in die Hand.

### 1996 bis 2000: JKP – die Anfänge mit dem eigenen Label

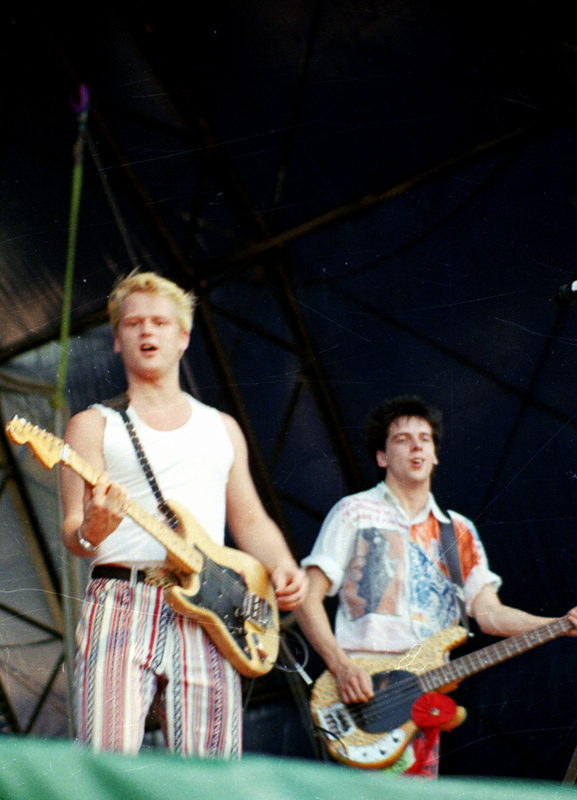
Andreas von Holst und Andreas Meurer 1987

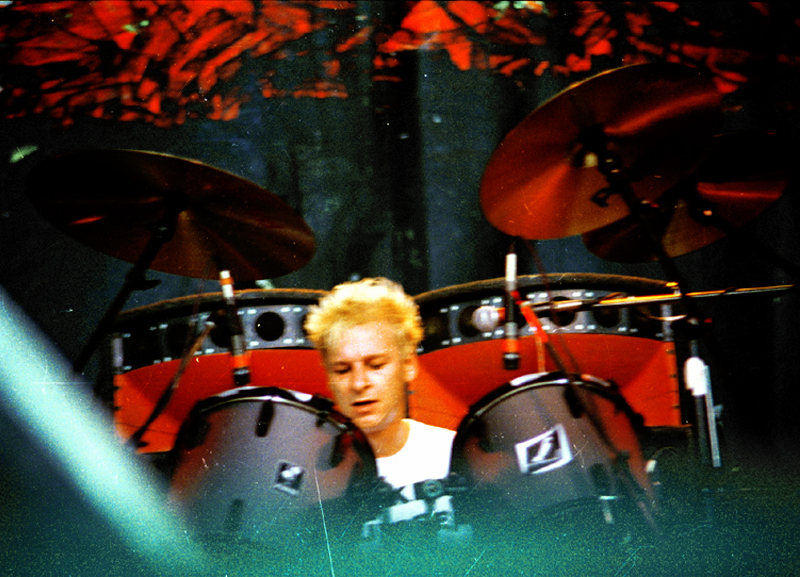
Wolfgang Rohde 1987

Das erste Album unter eigenem Label erschien 1996 und hieß Opium fürs Volk. Die Musikgruppe setzt sich auf diesem Tonträger hauptsächlich mit den Themen Glauben und Religion auseinander. Sie erhielt dafür zum dritten Mal Platin, nach den Alben Kauf MICH! und Reich & sexy. Mit der Auskoppelung Zehn kleine Jägermeister erreichte sie erstmals Platz eins der deutschsprachigen Singlecharts. Zusammen mit Iggy Pop trat die Band im Vorprogramm der Ramones bei deren Abschiedskonzert im River-Plate-Stadion in Buenos Aires vor 75.000 Zuschauern auf. Es folgte eine ausgedehnte Tour unter dem Motto Ewig währt am längsten durch Deutschland, Österreich und die Schweiz. Zudem traten sie beim Gurtenfestival, beim Forestglade Festival, auf der Berliner Waldbühne und beim Bizarre-Festival in Köln auf. Bei Rock am Ring traten sie im Mai 1996 zum ersten Mal als Headliner auf. Im selben Jahr erschien das zweite Livealbum der Band mit dem Titel Im Auftrag des Herrn.
Von 1982 bis 1997 gab die Musikgruppe, eigenen Schätzungen zufolge, rund 1000 Konzerte. Beim Jubiläumskonzert am 28. Juni 1997 im Düsseldorfer Rheinstadion vor 60.000 Zuschauern kam ein sechzehnjähriges Mädchen im Gedränge vor der Bühne zu Tode. Rund 300 weitere Besucher verletzten sich zudem. Die Band unterbrach zunächst das Konzert, spielte jedoch auf Anraten des Einsatzleiters der Berufsfeuerwehr Düsseldorf weiter, um eine Panik zu verhindern. Von den Ereignissen geschockt, sagte die Gruppe alle weiteren Konzerte des Jahres ab und spielte fast zwei Jahre lang nicht mehr in Stadien.
Im Januar 1998 wirkte die Band bei der Vans Warped Tour mit. Die Tour beinhaltete Festivals in Neuseeland, Australien, Japan und den USA, wo ihr Bekanntheitsgrad gering war. Im selben Monat erschien die Single Pushed Again, ein Song über Rechtlosigkeit und Unterdrückung, den sie dem deutschen Publikum bei einem illegalen Konzert anlässlich des Castortransports in Ahaus vorstellten. Im August spielte die Band auf dem Festival in Landsberg am Lech und in Konstanz beim Rock-am-See-Festival. Es folgte die Vans Warped Tour in Europa, die neben fünf Deutschlandkonzerten Auftritte in Spanien, Italien, Ungarn und der Slowakei beinhaltete.
Ende des Jahres reaktivierte die Band ihr Pseudonym „Die Roten Rosen“ und spielte für das Album Wir warten auf’s Christkind verschiedene Parodien auf traditionelle Weihnachtslieder ein. 1999 gab Wolfgang Rohde wegen gesundheitlicher Probleme mit der Wirbelsäule seinen Platz am Schlagzeug an Vom Ritchie ab, der bereits an den Weihnachtskonzerten 1998 mit dem Titel Little Drummer Boy sein Debüt gegeben hatte. Als Die Toten Hosen veröffentlichte die Band 1999 das Album Unsterblich, dessen Texte sich hauptsächlich mit der Vergänglichkeit des Seins beschäftigen. Im selben Jahr erschien, beim Bandlabel JKP, der Soundtrack zum Film You Are Dead, zu dem sie das gleichnamige Titellied beigesteuert hatte.
Im Frühjahr besuchte die Band erneut Argentinien. Beim Auftritt im „Museum“ in Buenos Aires am 24. März 2000 brach die Bühne wenige Minuten nach dem Beginn des Konzerts unter dem Ansturm der Fans zusammen. Verletzt wurde niemand, die Veranstaltung musste jedoch abgebrochen und am nächsten Tag wiederholt werden. Dokumentiert wurden beide Auftritte auf der DVD En misión del señor, die 2001 veröffentlicht wurde. Im Juni 2000 rutschte Campino während des Gigs bei Rock am Ring auf der Bühne aus und zog sich einen Kreuzbandriss zu. Er konnte das Konzert zwar noch zu Ende bringen, es mussten daraufhin aber über 70 bereits angekündigte Veranstaltungen der damaligen Tour abgesagt werden.

### 2001 bis 2005: VonAuswärtsspielbisNur zu Besuch

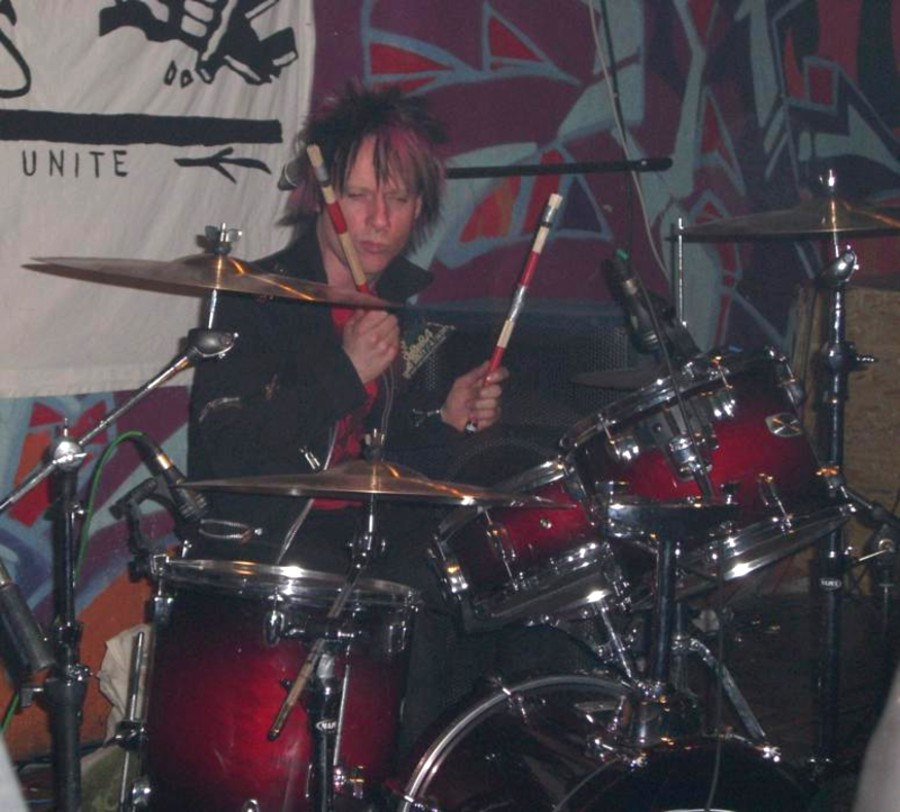
Vom Ritchie 2009

2001 produzierten Die Toten Hosen als Backgroundband von T. V. Smith, dem Songwriter und ehemaligen Sänger der britischen Punkband The Adverts, das Album Useless mit 15 von Smiths Kompositionen seit den 1970er Jahren. Nach einem Aufenthalt auf Kuba, etlichen Konzerten in Polen, Ungarn, Tschechien und als Vorband von AC/DC im Sommer 2001 in Deutschland wurde im Folgejahr das Album Auswärtsspiel herausgebracht. Den auf diesem Album als Single veröffentlichten Titel Nur zu Besuch widmete Frontman Andreas Frege alias Campino seiner im Jahr 2000 an Darmkrebs verstorbenen Mutter Jenny. In dem Lied beschreibt er seinen regelmäßigen Weg auf den Friedhof zum Grab.
Von Februar bis Dezember 2002 reisten Die Toten Hosen durch Deutschland, Österreich und die Schweiz und gab über siebzig Konzerte in ausverkauften Hallen. Zusätzlich nahmen sie am Himos Festival in Finnland, beim Przystanek Woodstock in Polen und in Budapest beim Sziget-Festival teil und gaben zwei Konzerte in Buenos Aires. Ende 2002 hatten weit über eine halbe Million Zuschauer die Band live gesehen.
Zwischenzeitlich kam das zweite Best-of-Album Reich & sexy II auf den Markt. 2003 nahm sich die Band eine Erholungspause, flog im Herbst für mehrere Konzerte erneut nach Argentinien und meldete sich im Februar 2004 mit der Maxi-CD Friss oder stirb zurück. Danach begab sich die Band auf die Friss oder stirb Tour, die im April 2004 mit Klubkonzerten in Sofia, Belgrad und Zagreb begann. Sie beinhaltete im Sommer Auftritte bei Rock im Park, Rock am Ring, beim Aerodrom-Festival in der Wiener Neustadt, beim Open Air Gampel und beim SummerDays Festival in Tufertschwil und fand ihren Abschluss im September 2005 in der vollbesetzten Düsseldorfer LTU Arena. Das Konzert wurde unter dem Titel Heimspiel als DVD veröffentlicht.
Mit dem Studioalbum Zurück zum Glück, das sich um die philosophische Definition des Begriffs Glück dreht und das im Oktober 2004 auf den Markt kam, erreichte die Band ihre sechste Nummer-eins-Platzierung in den deutschen Albencharts. Auf MTV wurde die 16-teilige Sendereihe Friss oder stirb ausgestrahlt, in der die Bandmitglieder Einblicke in ihr Leben, das ihrer Freunde und Familien geben, und die im Juni 2005 als Dreifach-DVD erschien.
Im September 2005 spielte die Band mit den Gastmusikern Esther Kim und Raphael Zweifel im Wiener Burgtheater ein MTV-Unplugged-Konzert ein. Die Aufzeichnung mit dem Titel Nur zu Besuch erschien im Dezember desselben Jahres als Album und Musikfilm. Am Jahresende tourte sie mit Gerhard Polt und der Biermösl Blosn durch verschiedene Theater und Opernhäuser und spielte unter der Regie von Hanns Christian Müller das Kabarett-Programm Abvent.

### 2006 bis 2011:In aller Stille,MachmalauterundSchall und Rauch
2006 gab es weder Proben noch Konzerte. Campino spielte in der Bandpause unter der Regie von Klaus Maria Brandauer in einer Inszenierung von Brechts Dreigroschenoper im Berliner Admiralspalast die Rolle des Macheath. Vom Ritchie war inzwischen mit den Spittin’ Vicars und T. V. Smith unterwegs.
Die Konzerte am 27. Mai in Hamburg und am 28. Mai in Berlin sowie je einen Auftritt Anfang Juni bei Rock am Ring und Rock im Park spielte die Band unter dem Motto Hals + Beinbruch Tour ’08, da sich Campino Anfang Mai den rechten Fuß gebrochen hatte. Das 13. Toten-Hosen-Studioalbum In aller Stille kam im November 2008 auf den Markt. Mit der Single Auflösen enthält es ein Duett mit der österreichischen Schauspielerin und Musikerin Birgit Minichmayr, die 2013 mit Campino den Text von Tage wie diese schrieb. Das dazugehörige Musikvideo entstand unter der Regie von Wim Wenders. Die Konzerte der Tour Machmalauter von November 2008 bis Weihnachten 2009 waren restlos ausverkauft. Fast alle Veranstaltungen der Tour wurden von den Gastmusikern Esther Kim und Raphael Zweifel begleitet.

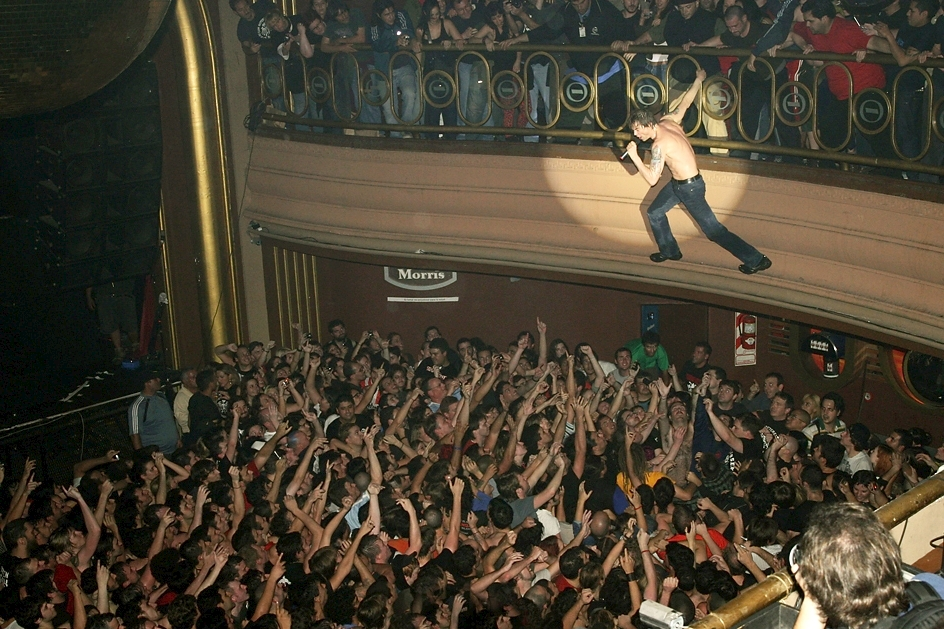
Campinos Kletteraktion im Teatro Colegiales, Buenos Aires 2009

Im April 2009 veröffentlichte die Band Die Toten Hosen ein Album für den argentinischen Markt. Der Sampler mit dem Namen La hermandad – En el principio fue el ruido enthält neben den meisten Stücken vom Album In aller Stille und Zurück zum Glück drei neue Titel. Gleichzeitig begab sich die Band, mittlerweile zum neunten Mal, nach Südamerika und eröffnete den zweiten Teil ihrer Tour in Buenos Aires. Es folgte am 2. Mai 2009, erstmals in der Bandgeschichte, eine Vorstellung in Moskau.
Im November war die Band Die Toten Hosen erneut in Lateinamerika unterwegs, unter anderem gab sie Konzerte in Patagonien, Guatemala, Panama, Nicaragua und Mexiko. Ihre Tour dokumentiert die Band mit ihrem dritten Live-Album Machmalauter Live, das im November 2009 als Doppel-CD auf den Markt kam. Zusätzlich erschien ein Konzertmitschnitt von der Veranstaltung in der Berliner Waldbühne und dem Konzert im SO36 als DVD.
Unter dem Motto Schall und Rauch besuchte die Band im September und Oktober 2010 Zentralasien. Zwei Konzerte fanden in Kasachstan in den Städten Astana und Almaty statt. Die Tour führte sie weiter nach Taschkent, Samarqand, Duschanbe, Istanbul, Amman und Tel Aviv. Ende des Jahres 2011 erschien die Kompilation All die ganzen Jahre.

### 2012 bis 2016:Ballast der RepublikundDer Krach der Republik

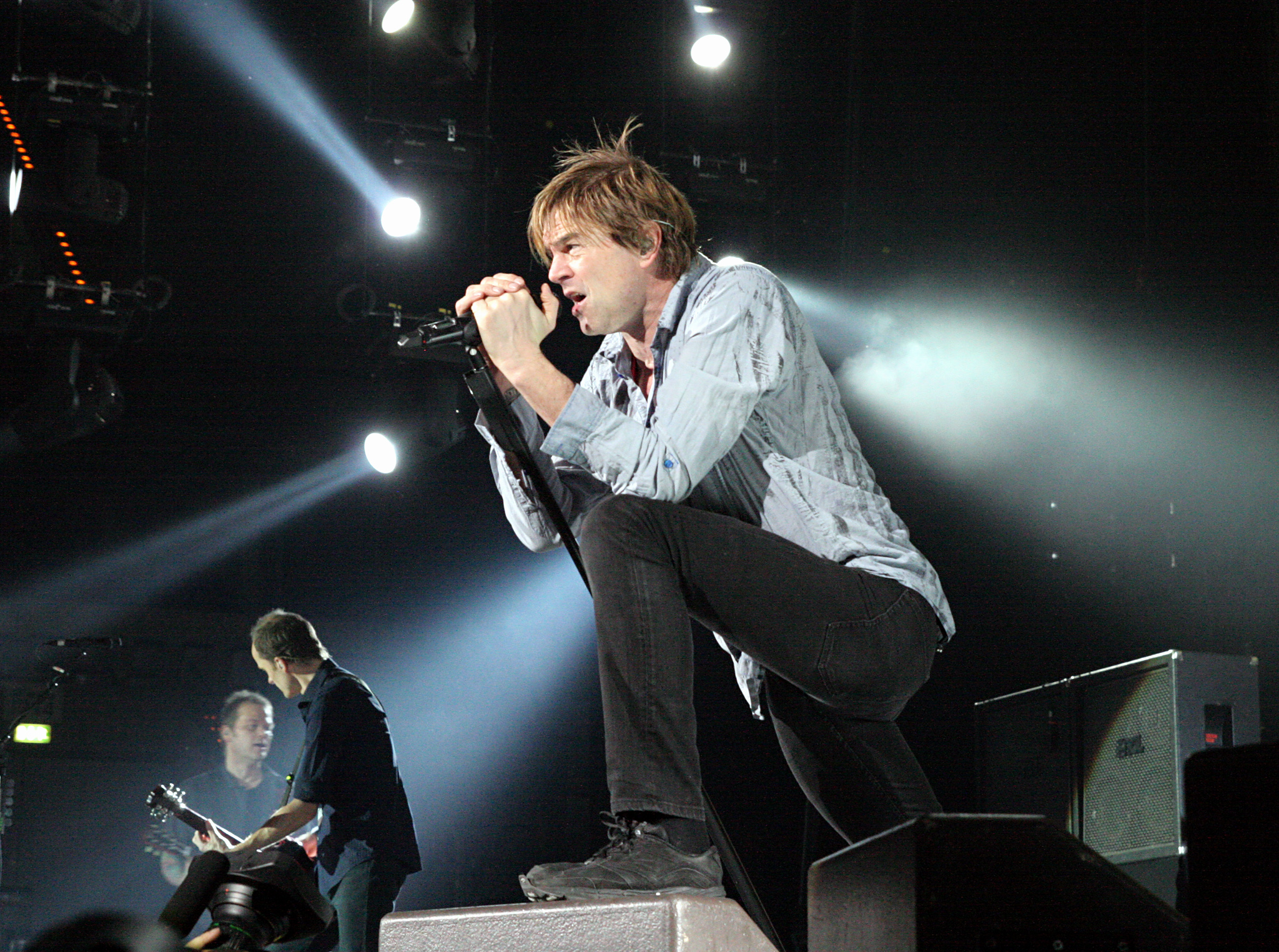
SAP Arena Mannheim 15. Dezember 2012

Am 4. Mai 2012 wurde das Studioalbum Ballast der Republik veröffentlicht. Es ist entweder einzeln oder zusammen mit dem Album Die Geister, die wir riefen zu erhalten, welches eigens zum 30-jährigen Bandjubiläum produziert wurde und hauptsächlich Coverversionen enthält. Das Album erreichte auf Anhieb Platz eins der Charts in Deutschland, Platz eins in Österreich und die Spitze der Schweizer Hitparade. Das Lied Tage wie diese begleitete die deutsche Mannschaft während der Fußball-Europameisterschaft 2012 und erreichte Platz eins der deutschen Single-Charts.
Die Tour zum 30. Jubiläum begann am 10. April 2012 mit einem Konzert im Bremer Schlachthof und wurde bis zum 13. Mai 2012 mit einer Reihe von Wohnzimmerkonzerten fortgesetzt. Im September reisten die Musiker unter dem Motto 20 Jahre in Argentinien nach Buenos Aires, wo sie inzwischen zu Ehrenbürgern der Stadt ernannt wurden, um dort im Estadio Cubierto Malvinas Argentinas ihr Jubiläum zu feiern. Es folgten drei weitere Auftritte in den Provinzstädten San Miguel de Tucumán, Salta und Mar del Plata. Die Konzerte wurden mit der DVD Noches como Estas (span. Nächte wie diese) dokumentiert, die im Dezember 2012 veröffentlicht wurde und zusätzlich eine Aufzeichnung der Wohnzimmerkonzerte mit dem Titel Betrunken im Dienst enthält.
Die Europa-Tournee unter dem Motto Der Krach der Republik begann am 13. November in der Arena Leipzig; bis Ende des Jahres 2012 fanden weitere Konzerte in 24 großen Hallen in Deutschland, Österreich und der Schweiz statt. Die Tournee, die im April 2013 fortgesetzt wurde und im Oktober 2013 mit zwei Konzerten in der ausverkauften Esprit Arena in Düsseldorf endete, war mit über einer Million Zuschauer und mehr als 60 Konzerten die bislang erfolgreichste Tournee der Band Die Toten Hosen. Während der Tour entstand das fünfte Livealbum der Band mit dem Titel Der Krach der Republik, das im November 2013 veröffentlicht wurde, und ein zweistündiger Musikfilm, der im Frühjahr 2014 auf den Markt kam.

### Seit 2017:Laune der Natur
Im Frühjahr 2017 kündigte die Band mit einer Reihe von Wohnzimmerkonzerten ihr neues Studioalbum Laune der Natur an, das am 5. Mai 2017 veröffentlicht wurde. Es ist einzeln oder mit Learning English Lesson Two erhältlich. Diese Produktion wurde, wie bereits Learning English Lesson One aus dem Jahr 1991, zusammen mit befreundeten Musikern aufgenommen und besteht ausschließlich aus Coverversionen.

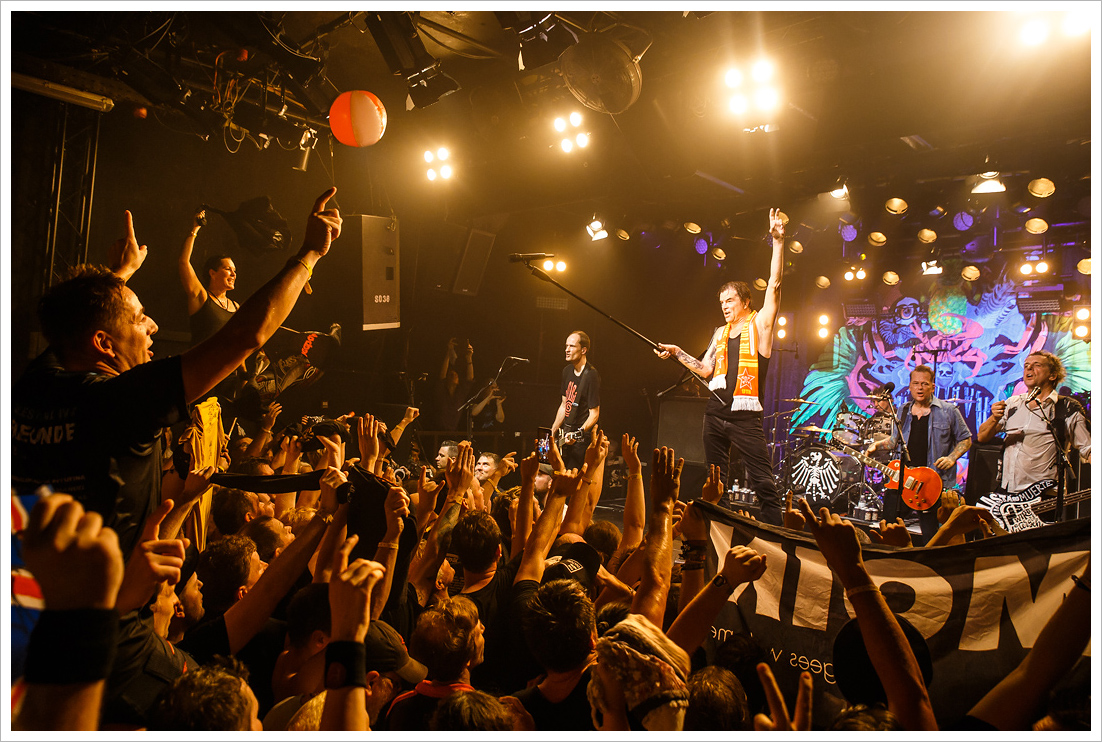
Konzert im SO36 in Berlin, 2018

Nach 30-jähriger Freundschaft spielten Gerhard Polt, die Well Brüder und Die Toten Hosen Anfang Juli 2017 gemeinsam unter dem Motto „Im Auge des Trommelfells“ in den Kammerspielen München, im Wiener Konzerthaus, im „Theater im Forum am Schlosspark“ in Ludwigsburg, in der Tonhalle Zürich, in der Lichtburg in Essen, im Berliner Admiralspalast und in der Hamburger Laeiszhalle, jeweils vor ausverkauftem Haus.
Eine weitere Konzertreise mit dem Namen Laune der Natour durch zahlreiche Städte in Deutschland und der Schweiz begann am 5. November 2017 in Chemnitz und endete mit zwei Konzerten am 12. und 13. Oktober 2018 in der Merkur Spiel-Arena in Düsseldorf. Ein Mitschnitt des letzten Konzertabends erschien am 29. März 2019 unter dem Titel Das Laune der Natour-Finale als Doppel- oder als Dreifachalbum zusammen mit dem Album Auf der Suche nach der Schnapsinsel – Live im SO36, aufgenommen am 7. November 2018 im Berliner Club SO36.
Am 21. April 2018 spielten Die Toten Hosen erstmals in der Volksrepublik China, wo sie auf dem „Yugong Yishan“-Musikfestival nahe Peking auftraten. Ein weiteres Konzert fand in Hongkong am 24. April 2018 statt. Teilweise wurden die Setlisten zensiert.
Die Band lud am 12. Juli 2019 zu einer öffentlichen Probe und gab die beiden folgenden Tage zwei Akustikkonzerte in der Tonhalle Düsseldorf unter dem Motto Mit Pauken und Trompeten. Das hieraus entstandene Tonmaterial wurde Ende Oktober 2019 als Livealbum Alles ohne Strom veröffentlicht. Die für das Jahr 2020 geplante gleichnamige Konzertreise wurde, bedingt durch die COVID-19-Pandemie ersatzlos abgesagt.
Ende 2020 veröffentlichte die Band ein neues Studioalbum mit dem Titel: Learning English Lesson 3: Mersey Beat!, das ausschließlich englische Coverversionen im Mersey Sound enthält.
Am 27. Mai 2022 veröffentlichte die Band ein Album mit dem Titel Alles aus Liebe: 40 Jahre Die Toten Hosen, das neben einigen Klassikern der Band auch sieben neue Songs umfasst. Zudem gab die Band bekannt, anlässlich ihres 40-jährigen Bestehens eine Tour veranstalten zu wollen. Diese fand von Juni bis September 2022 statt und umfasste 19 Auftritte in Deutschland, Österreich und der Schweiz.

## Künstlerisches Werk und Bedeutung

### Texte und Kompositionen

Merkzettel aus den Anfangsjahren als Cover für die Neuauflage der ersten Singles (1982–1984) in einer Sammelbox 1995.

Fast alle Texte für die Band Die Toten Hosen schreibt Campino, während von Holst, Meurer und Breitkopf für die musikalischen Arrangements zuständig sind. Die ehemaligen Schlagzeuger Trimpop und Rohde werden für wenige ältere Kompositionen als Autoren genannt. Den größten Teil der Musik produzierte seit dem Jahr 1982 bis 2007 der Brite Jon Caffery. Seit 2008 arbeitet die Band mit dem Produzenten Vincent Sorg zusammen.
Die Band setzte sich mit Themen aus dem sozialen und politischen Bereich kritisch und oftmals satirisch auseinander. In den Texten, hauptsächlich als subjektive Ich-Erzählung verfasst, geht es oft um Psychologie, Glauben, Religion und um die Vergänglichkeit des Seins. Weitere Themen sind Fremdenfeindlichkeit, Zivilcourage und Freundschaft.
Bezeichnend für die Gruppe ist der häufige Bezug auf das Thema Fußball. Fast alle Texte sind in Umgangssprache geschrieben und enthalten nicht selten vulgäre Ausdrücke. Die Band veröffentlichte einige Trinklieder, die in den deutschsprachigen Ländern zu Gassenhauern wurden. Zudem coverten sie gelegentlich die Beatles und die Rolling Stones. Mit „Schunkelpunk“, wie Eisgekühlter Bommerlunder, der Interpretation von Hans Ludwig Lonsdorfers Altbierlied und zahlreichen Coverversionen von deutschen Schlagern zählt die Band Die Toten Hosen zu den Pionieren der Volxmusik.
Die Band fühlt sich mit dem Kabarett verbunden. Die Künstler Gerhard Polt, die Biermösl Blosn, Funny van Dannen und Hanns Christian Müller aus diesem Genre waren seit den 1990er Jahren an verschiedenen Produktionen der Band beteiligt. Bei schwierigeren Arrangements wie für das Projekt Nur zu Besuch: Unplugged im Wiener Burgtheater wurde die Band von klassisch ausgebildeten Musikern wie Hans Steingen, Tim Cross, Esther Kim und Raphael Zweifel unterstützt. Seit 2005 spielt die Band Die Toten Hosen immer wieder ältere Musikstücke aus ihrem Repertoire mit akustischen Instrumenten neu ein. Für die wenigen englischsprachigen Lieder arbeitete Campino mit Honest John Plain, Matt Dangerfield von The Boys und T. V. Smith zusammen. Seit 2012 entstanden zudem mehrere Texte in Zusammenarbeit mit dem Hip-Hop-Musiker Marteria aus Rostock. Bis zum Jahr 2021 veröffentlichte die Band Die Toten Hosen mehr als 365 eigene Kompositionen und 196 Coverversionen.

### Musikalische Entwicklung
Alle Musiker der Band sind Autodidakten auf ihren Instrumenten. In der Anfangszeit gingen die meisten Bandmitglieder noch zur Schule. Das erste Album nahmen sie unprofessionell in einem stundenweise angemieteten Studio auf. Sie beschränkten sich auf einfache Gitarrenriffs und Texte und spielten ihre Musik mit dem im Punkrock üblichen Dilettantismus ein. Zu ihrem Einfluss zählen hauptsächlich Punkbands aus den 1970er Jahren, denen sie auf den meisten ihrer Alben und auf allen Konzerten Tribut zollten.
Die Band Die Toten Hosen entwickelte sich durch ihre langjährige Bühnenerfahrung, neue Kontakte zu anderen Musikern und mannigfache Auslandseindrücke stetig weiter. Durch ihren kommerziellen Erfolg seit Ende der 1980er Jahre und die daraus resultierende gute finanzielle Situation, erst recht nach der Gründung des eigenen Labels JKP im Jahre 1995, hat die Band zudem die Möglichkeit, ihre Ideen den eigenen Vorstellungen entsprechend umzusetzen. Sie experimentierten in einzelnen Stücken mit Streichern oder Bläsern. Das ein oder andere Lied hat Anleihen aus dem Jazz (z. B. Warum werde ich nicht satt), enthält Elemente aus dem Reggae (z. B. Zehn kleine Jägermeister) oder jugoslawischer Zigeunermusik (z. B. Das Mädchen aus Rottweil).
Im Grunde genommen ist die Band Die Toten Hosen jedoch von ihrem ursprünglichen musikalischen Stil nicht wesentlich abgewichen. Dazu gehören Elemente der reinen Rockmusik wie gehämmerte Achtelnoten und Powerchords, die dem Sound einen pulsierenden, treibenden Charakter verleihen. Sie setzen Kontraste mit unkomplizierten musikalischen Mitteln, verwenden auf engen Tonraum reduzierte Melodien, hymnenartige Gesangsharmonien im Refrain und verzichten auf lange Soli.

### Konzerte

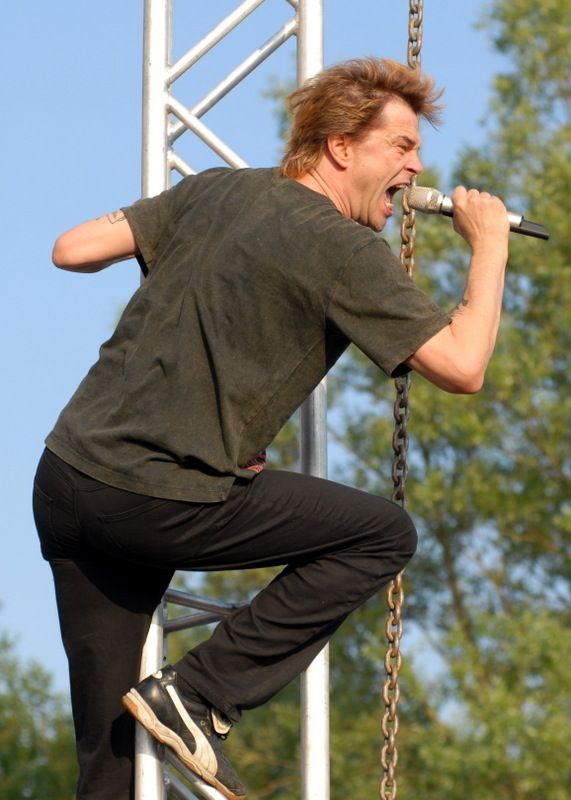
Campino, 2007

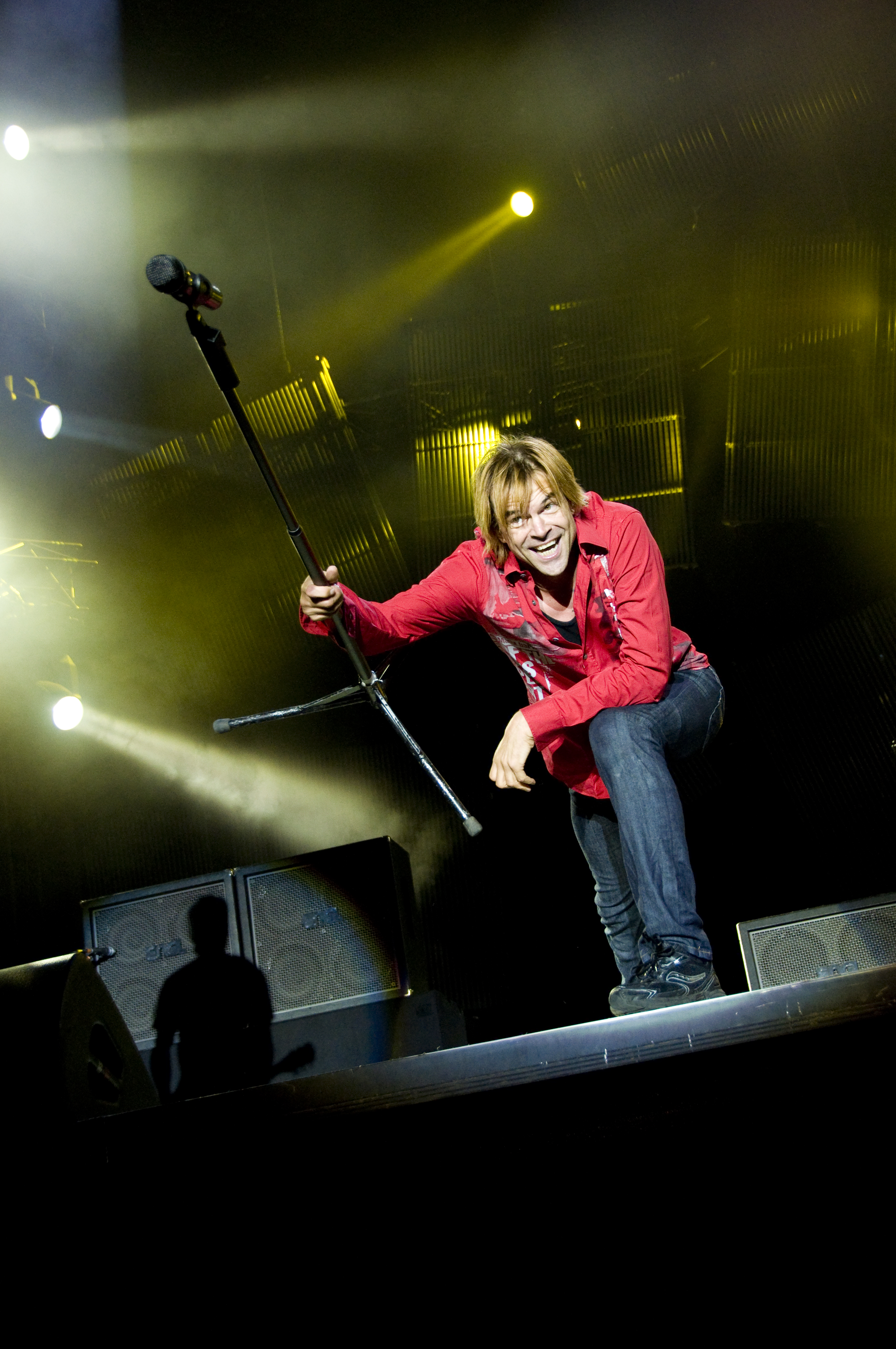
Campino, 2009

Die Toten Hosen verstehen sich als Liveband und waren seit ihrer Gründung im Jahr 1982 fast ununterbrochen auf Konzertreise. Die Band füllt seit Ende der 1980er Jahre auch die großen Hallen in den deutschsprachigen Ländern und gehörte dort zu den Hauptgruppen bei fast allen Rockfestivals. Um die Eintrittspreise niedrig halten zu können, verzichtete die Band bei ihren Shows weitgehend auf Pyrotechnik und setzte auf Lichteffekte, Videowände und Konfettibomben.
Mittelpunkt bei allen Konzerten ist Campino, Sänger und Frontmann der Band, der durch seinen körperlichen Einsatz und seine provokanten und satirischen Ansagen für die Show verantwortlich ist. Er bewegt sich sehr schnell über die Bühne, betreibt Stagediving oder klettert die Scheinwerfertürme hoch, um von dort, teilweise in zehn Metern Höhe und kopfüber hängend, ein Lied zu Ende zu singen. Durch hymnenartig aufgebaute Lieder, die Anwendung von Call and Response und das Covern bekannter Gassenhauer regt die Band das Publikum zum Mitsingen an und bezieht es in die Show mit ein.
Typisch für die Band Die Toten Hosen sind Überraschungsauftritte vor kleinem Publikum. Sie spielte im Frauengefängnis Plötzensee, in der Justizvollzugsanstalt Tegel oder zu Weihnachten 1995 in der Düsseldorfer Strafanstalt Ulmer Höh. Sie spielten auf einem Elbdampfer in Dresden, in einer Schutzhütte der Österreichischen Bergwacht knapp 2000 Meter über dem Meeresspiegel oder auf der Zugspitze, in der Klosterschule Altötting oder der 5. Psychiatrischen Abteilung des Allgemeinen Krankenhauses Hamburg-Ochsenzoll. Bei all diesen Veranstaltungen verzichteten die Musiker stets auf Gage und traten lediglich für Kost und Logis auf.
Mit wachsendem Bekanntheitsgrad wurde es immer schwieriger für die Band, bei den vielen Einladungen zu diesen „Magical-Mystery-Tour-Gigs“, wie sie diese Konzerte nach einem Album der Beatles nannten, die richtige Auswahl zu treffen. Seit 1992 schreibt sie deshalb diese Auftritte öffentlich aus, um sich von den eintreffenden Bewerbungen die originellsten auszusuchen. 2004 spielten sie zum Beispiel in einer Wohngemeinschaft von Studenten in Pirmasens, die das Konzert als Hauptpreis eines Video-Wettbewerbs der Band gewonnen hatten.
Im September 2009 gab die Band ein Konzert im SO36, um mit den Eintrittsgeldern die Finanzierung einer Lärmschutzwand zu unterstützen, welche die Stadt Berlin den Clubinhabern nach einem Nachbarschaftsstreit zur Auflage machte.
Die Band spielte seit den 1990er Jahren regelmäßig für die Fans, die keine Karten mehr bekommen hatten, unangekündigte Zusatzkonzerte vor dem jeweiligen Veranstaltungsort, wie zum Beispiel im Jahr 2012 vor der Düsseldorfer Tonhalle. Um darüber hinaus in kleinen Clubs vor überschaubarem Publikum spielen zu können, verwendete die Band gelegentlich Pseudonyme. 1993 trat sie als „Das Katastrophenkommando“ auf, 1998 als „Rheinpiraten“. 2000 spielte sie als „Essen auf Rädern“ mehrere Konzerte, zwei davon zusammen mit der Band Die Ärzte, welche als „Die Zu Späten“ auftraten, in Berlin und Düsseldorf. Unter dem Pseudonym „Die Jungs von der Opelgang“ trat die Band 2004 in der ehemaligen Fabrikhalle der Böhler-Werke beim Festival Rock am Turm auf, das alljährlich von Wolfgang Rohde veranstaltet wurde.
Inzwischen ging die Band dazu über, Eintrittskarten für ihre Konzerte in kleinen Hallen und Clubs ausschließlich gegen Angabe der Personendaten und gegen Vorlage des Personalausweises am Eingang abzugeben. Um erhöhte Schwarzmarktpreise auszuschließen, sind die Eintrittskarten nicht auf andere Personen übertragbar.

### Diskografie und Auszeichnungen (Auswahl)

#### Diskografie
Seit dem Jahr 1990 erreichten zwölf Musikalben der Band Platz eins der deutschen Charts. Die Musikgruppe wurde bis 2023 für mehr als 14,8 Millionen verkaufte Tonträger in Deutschland, Österreich und der Schweiz mit zahlreichen Gold- und Platinschallplatten ausgezeichnet. Eigenen Quellen zufolge verkaufte sie bis dahin mehr als 18 Millionen Tonträger.
Studioalben

| Jahr | Titel Musiklabel Katalog-Nr. (Vertrieb)                                          | Höchstplatzierung, Gesamtwochen, AuszeichnungChartplatzierungen (Jahr, Titel, Musiklabel Katalog-Nr. [Vertrieb], Platzierungen, Wochen, Auszeichnungen, Anmerkungen, Zusatzinformationen) | Höchstplatzierung, Gesamtwochen, AuszeichnungChartplatzierungen (Jahr, Titel, Musiklabel Katalog-Nr. [Vertrieb], Platzierungen, Wochen, Auszeichnungen, Anmerkungen, Zusatzinformationen) | Höchstplatzierung, Gesamtwochen, AuszeichnungChartplatzierungen (Jahr, Titel, Musiklabel Katalog-Nr. [Vertrieb], Platzierungen, Wochen, Auszeichnungen, Anmerkungen, Zusatzinformationen) | Anmerkungen                                                 | Zusatzinformationen |
| Jahr | Titel Musiklabel Katalog-Nr. (Vertrieb)                                          | DE | AT | CH | Anmerkungen                                                 | Zusatzinformationen |
| ---- | -------------------------------------------------------------------------------- | --- | --- | --- | ----------------------------------------------------------- | --- |
| 1983 | Opel-Gang Totenkopf TOT 668 (TOT)                                                | DE3 a Gold · (1 Wo.)DE | — | CH28 a (1 Wo.)CH | Erstveröffentlichung: 1983 Verkäufe: + 250.000              | |
| 1984 | Unter falscher Flagge Virgin Records TOT 21 (Ariola)                             | DE2 b Gold · (1 Wo.)DE | AT67 b (1 Wo.)AT | CH20 b (1 Wo.)CH | Erstveröffentlichung: 19. November 1984 Verkäufe: + 250.000 | Erschien mit 3 verschiedenen Coverbildern, nachdem EMI gegen die Erstauflage Klage eingereicht hatte.                  |
| 1986 | Damenwahl Virgin Records TOT 22 (Ariola)                                         | DE2 c Gold · (2 Wo.)DE | — | CH20 c (1 Wo.)CH | Erstveröffentlichung: 25. August 1986 Verkäufe: + 250.000   | Erstes Album mit Wolfgang Rohde am Schlagzeug.                                                                         |
| 1987 | Never Mind The Hosen – Here’s Die Roten Rosen DRR Virgin Records ROT 69 (Ariola) | DE21 Gold · (14 Wo.)DE | — | — | Erstveröffentlichung: 13. Juli 1987 Verkäufe: + 250.000     | Coveralbum mit deutschen Schlagern                                                                                     |
| 1988 | Ein kleines bißchen Horrorschau Virgin Records TOT 66 (Ariola)                   | DE3 d ×3Dreifachgold · (54 Wo.)DE | AT22 (3 Wo.)AT | CH7 (26 Wo.)CH | Erstveröffentlichung: 31. Oktober 1988 Verkäufe: + 750.000  | Konzeptalbum, angelehnt an A Clockwork Orange.                                                                         |
| 1990 | Auf dem Kreuzzug ins Glück Virgin Records TOT 11 (Ariola)                        | DE1 Platin · (31 Wo.)DE | AT16 (12 Wo.)AT | CH6 (13 Wo.)CH | Erstveröffentlichung: 21. Mai 1990 Verkäufe: + 500.000      | Zusammenarbeit mit Gerhard Polt, der Biermösl Blosn und Musikern von The Boys.                                         |
| 1991 | Learning English Lesson One Virgin Records TOT 31 (BMG Ariola)                   | DE3 e Gold · (22 Wo.)DE | AT38 (2 Wo.)AT | CH23 (5 Wo.)CH | Erstveröffentlichung: 4. November 1991 Verkäufe: + 250.000  | Coveralbum mit Titeln aus der Hochzeit des Punk.                                                                       |
| 1993 | Kauf mich! Virgin Records TOT 41 (EMI)                                           | DE1 ×3Dreifachgold · (64 Wo.)DE | AT9 Gold · (16 Wo.)AT | CH5 Gold · (22 Wo.)CH | Erstveröffentlichung: 10. Mai 1993 Verkäufe: + 800.000      | Erstes Album der Band, das zunächst ausschließlich als CD veröffentlicht wurde.                                        |
| 1996 | Opium fürs Volk JKP 03 (EastWest)                                                | DE1 ×2Doppelplatin · (55 Wo.)DE | AT3 Gold · (20 Wo.)AT | CH2 Gold · (17 Wo.)CH | Erstveröffentlichung: 29. Januar 1996 Verkäufe: + 1.050.000 | |
| 1999 | Unsterblich JKP 35 (WMG)                                                         | DE1 ×2Doppelplatin · (31 Wo.)DE | AT6 Gold · (15 Wo.)AT | CH9 Gold · (26 Wo.)CH | Erstveröffentlichung: 6. Dezember 1999 Verkäufe: + 650.000  | Vom Ritchie wechselt sich mit Wolfgang Rohde am Schlagzeug ab. Rohde ist noch in vier Stücken zu hören.                |
| 2002 | Auswärtsspiel JKP 49 (WMG)                                                       | DE1 ×3Dreifachgold · (44 Wo.)DE | AT1 Gold · (32 Wo.)AT | CH3 Gold · (14 Wo.)CH | Erstveröffentlichung: 21. Januar 2002 Verkäufe: + 490.000   | Das Coverfoto von Donata Wenders zeigt die Band auf dem Steg zum Meerwasserfreibad Balneario Universitario in Havanna. |
| 2004 | Zurück zum Glück JKP 65 (Sony)                                                   | DE1 ×3Dreifachgold · (38 Wo.)DE | AT2 (9 Wo.)AT | CH3 (12 Wo.)CH | Erstveröffentlichung: 11. Oktober 2004 Verkäufe: + 300.000  | Erstes Album der Band, das ein digitales Begleitheft enthält.                                                          |
| 2008 | In aller Stille JKP 87 (WMG)                                                     | DE1 ×3Dreifachgold · (44 Wo.)DE | AT2 Gold · (12 Wo.)AT | CH3 Gold · (11 Wo.)CH | Erstveröffentlichung: 14. November 2008 Verkäufe: + 325.000 | 1. Zusammenarbeit mit dem Produzenten Vincent Sorg.                                                                    |
| 2012 | Ballast der Republik JKP 118 (WMG)                                               | DE1 ×9Neunfachgold · (91 Wo.)DE | AT1 Platin · (61 Wo.)AT | CH1 Platin · (89 Wo.)CH | Erstveröffentlichung: 4. Mai 2012 Verkäufe: + 950.000       | Echo Pop 2013 als Album des Jahres.                                                                                    |
| 2017 | Laune der Natur JKP 134 (WMG)                                                    | DE1 ×2Doppelplatin · (75 Wo.)DE | AT1 Gold · (39 Wo.)AT | CH1 Gold · (58 Wo.)CH | Erstveröffentlichung: 5. Mai 2017 Verkäufe: + 417.500       | |

- CD-Front zu Opel-Gang
- Frontcover zu Never Mind The Hosen
- Frontcover zu Kauf mich

#### Auszeichnungen
Die Band Die Toten Hosen wurde mit verschiedenen deutschen Medienpreisen geehrt. Sie erhielt mehrfach den Musikpreis Echo der Deutschen Phono-Akademie: den 1994 für ihr Marketing, den Echo 1997 für das Zeichentrick-Video zum Lied Zehn kleine Jägermeister, einer Zusammenarbeit von Ralf Schmerberg und Andreas Hykade, den Echo 2003 als beste nationale Gruppe und den 2009 für die besten Konzertauftritte einer deutschen Band. Bei der Echoverleihung 2013 wurde die Band als beste nationale Gruppe geehrt. Zudem wurden das Album Ballast der Republik als Album des Jahres 2012, das Lied Tage wie diese als Hit des Jahres 2012 und Noches como Estas – Live in Buenos Aires als beste DVD-Produktion national ausgezeichnet. Bei der Echoverleihung 2014 wurde die Band als bester Live-Act national ausgezeichnet. Den Echo 2018 erhielt die Band in der Kategorie Rock national.
Der Musikpreis Comet, der jährlich vom Fernsehsender VIVA vergeben wird, wurde der Band in den Jahren 1996 und 2000 in der Rubrik beste nationale Musikgruppe verliehen. Im Jahr 1997 erhielt sie ihn für das Video zu Zehn kleine Jägermeister und 2002 einmal als beste Live-Band und zudem für das Musikvideo zum Lied Kein Alkohol (ist auch keine Lösung)!, das unter der Regie von Peter Thorwarth und der Teilnahme der Schauspieler Ingo Naujoks und Karina Krawczyk entstanden war.
Die Band erhielt den von der Jugendzeitschrift Bravo ausgeschriebenen Otto im Jahr 1996 in Gold und im Folgejahr in Bronze. Die Krone, deren Preisträger jährlich die Hörer des Radiosenders 1 Live wählen, erhielt die Gruppe in den Jahren 2000, 2009 und 2012 als beste Band und im Jahr 2007 für ihr Lebenswerk. Als bestes Album des Jahres 2006 wurde Nur zu Besuch: Unplugged im Wiener Burgtheater gewählt und im Jahr 2013 wurde die Band als bester Live-Act mit der 1 Live Krone prämiert.
Zudem erhielt die Band den deutschen Musikautorenpreis 2013 in der Rubrik Komposition Rock/Pop und Erfolgreichstes Werk für Tage wie diese. Für ihr Lebenswerk wurde die Band in Hamburg mit dem Deutschen Radiopreis 2013 ausgezeichnet.
2022 erhielten sie den Europäischen Kulturpreis und traten bei der Verleihung erstmals gemeinsam mit dem Tonhalle-Orchester Zürich auf.

## Gesellschaftliches Engagement

### Politische Aktivitäten
Die Band Die Toten Hosen stellte sich wiederholt öffentlich mit Musik, Wort und finanzieller Unterstützung auf die Seite verschiedener politischer und sozialer Organisationen und beteiligte sich an deren Aktionen. Allerdings haben die Bandmitglieder wiederholt erklärt, sich nicht parteipolitisch einspannen zu lassen. Sie lehnten beispielsweise eine Anfrage der SPD ab, ein Lied für deren Europawahlkampagne von 1994 zu schreiben. Im August 2013 sprach sich die Band mit einem Blogeintrag bei Facebook gegen die Verwendung ihres Liedes Tage wie diese bei Wahlveranstaltungen aus. Die Band Die Toten Hosen distanziert sich ausdrücklich von den dort beworbenen Inhalten.
Am 27. Juli 1986 trat die Band beim Anti-WAAhnsinns-Festival in Burglengenfeld vor über 100.000 Menschen auf, um gemeinsam mit Herbert Grönemeyer, Udo Lindenberg, Marius Müller-Westernhagen, BAP und den Rodgau Monotones gegen den Bau der dortigen Wiederaufarbeitungsanlage zu demonstrieren.
Im Jahr 1991 erschien sie auf dem Sampler Nazis raus! mit dem Titel Fünf vor Zwölf und unterstützte 2006 die „Kein Bock auf Nazis“-Kampagne der Band ZSK. 1992 im Bonner Hofgarten nahm die Band an einer Kundgebung gegen Ausländerhass teil und trat zusammen mit Herbert Grönemeyer, Nina Hagen und anderen vor fast 200.000 Mitdemonstranten auf.
1995 unterstützte sie Greenpeace, Ärzte gegen Atomkrieg, Aktion Atomteststop, den BUND und war mit dem Stück Tout Pour Sauver L’Amour auf deren Sampler Stop Chirac vertreten.
Aufmerksamkeit erweckte die Band, als sie 2002 auf den Plakaten der Tierschutzorganisation PETA nach dem Motto: „Lieber nackt als im Pelz“ unbekleidet posierten. Außerdem finanzierte sie 2005 den Sampler On the Run der Menschenrechtsgruppe Pro Asyl und waren dort mit dem Titel Meine Stadt vertreten. Am 2. Juli 2005 folgte die Band einer Einladung Bob Geldofs und nahm am Live-8-Festival in Berlin teil.

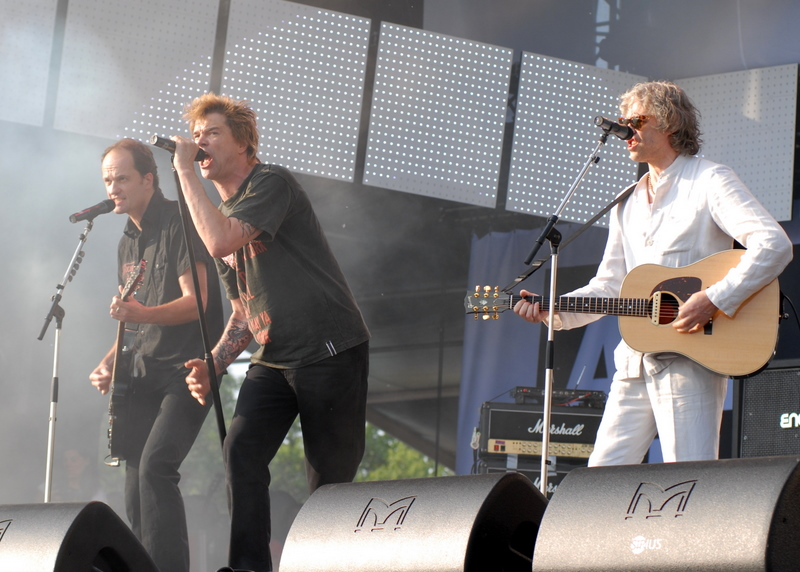
Michael Breitkopf, Campino, Bob Geldof, Rostock 7. Juni 2007

Zusammen mit Herbert Grönemeyer, den Fantastischen Vier, Bono, Bob Geldof und anderen nahm die Band Die Toten Hosen am Open-Air-Konzert Deine Stimme gegen Armut teil. Das Konzert gehörte zur Protestaktion gegen die G8-Treffen in Heiligendamm und fand am 7. Juni 2007 vor 80.000 Zuschauern in Rostock statt. Die Band stellte sich auf die Seite der Kampagne Move Against G8 und erschien auf dem gleichnamigen Sampler mit einer Live-Aufnahme des Songs Pushed Again. Um sich persönlich ein Bild von der Lebenssituation der Menschen in Afrika zu machen, reiste ein Teil der Band im Frühjahr 2007 unter der Leitung der Entwicklungshilfsorganisation Oxfam nach Malawi, Sambia und Uganda. Sie wurden dabei von Hella Wenders begleitet, die eine kurze Dokumentation über den mehrwöchigen Aufenthalt drehte.
Während der Konzerte der Tour 2008/2009 sammelte die Band gemeinsam mit Oxfam mehr als 50.000 Unterschriften für eine Steigerung der Entwicklungshilfe, die sie am 3. Juli 2009 an Ministerin Heidemarie Wieczorek-Zeul übergaben. Zu den mit der Aktion verbundenen Forderungen gehört unter anderem, dass Deutschland seine jährliche Entwicklungshilfe um 2,7 Milliarden Euro erhöhen müsse, um bis 2010 die zugesagten 0,51 Prozent des BNE für Entwicklungshilfe bereitzustellen. Im Dezember 2014 beteiligte sich die Band an der deutschen Version des Songs Do They Know It’s Christmas? zu Gunsten der Spendenaktion zur Bekämpfung der Ebolaepidemie in Teilen Westafrikas.
Am 6. Dezember 2014 nahm die Band die Einladung der Deutschen Botschaft in Myanmar an und gab anlässlich des 60-jährigen Jubiläums der diplomatischen Beziehungen zwischen Myanmar und Deutschland ein Gratiskonzert in Rangun vor 6.000 burmesischen Besuchern.
An drei Konzertabenden in der Düsseldorfer Tonhalle erinnerte die Band Die Toten Hosen im Oktober 2013 in Zusammenarbeit mit dem Orchester der Robert Schumann Hochschule Düsseldorf an die Verunglimpfung sogenannter entarteter Musik durch die Nationalsozialisten beginnend im Jahr 1938. Im Oktober 2014 wurde der Band die Josef-Neuberger-Medaille der jüdischen Gemeinde in Düsseldorf verliehen. Im Oktober 2015 wurde ein Zusammenschnitt der Konzertabende als Doppelalbum mit dem Namen Entartete Musik – Willkommen in Deutschland veröffentlicht.
Am 3. September 2018 gaben Die Toten Hosen gemeinsam mit Casper, Feine Sahne Fischfilet, K.I.Z, Kraftklub, Trettmann, Nura und Marteria ein Konzert gegen Fremdenfeindlichkeit und rechte Gewalt, das unter dem Motto „Wir sind mehr“ nach den Ausschreitungen in Chemnitz veranstaltet wurde. Nach Schätzung der Stadt Chemnitz kamen circa 65.000 Besucher. Im November 2019 erhielt die Band für ihr Engagement gegen Antisemitismus den vom Deutschen Fußball-Bund gestifteten Julius-Hirsch-Preis. Mit dem Europäischen Kulturpreis Taurus wurde die Band 2022 in Zürich für ihr gesellschaftliches Engagement ausgezeichnet.
Als Reaktion auf das schwere Erdbeben in der Türkei und Syrien am 6. Februar 2023 organisierte die Band für die Opfer innerhalb weniger Tage ein Benefizkonzert unter dem Motto „Drei Akkorde für Deine Spende!“, das am 24. Februar im PSD Bank Dome in Düsseldorf stattfand. Unterstützt wurde die Band dabei von den Donots und Thees Uhlmann, als Überraschungsgast trat Sammy Amara von den Broilers auf. Alle Einnahmen durch den Ticketverkauf wurden nach Abzug der Produktionskosten an die Hilfsorganisationen Ärzte ohne Grenzen, Medico international und das Deutsche Rote Kreuz gespendet. Zudem hatten Privatpersonen die Möglichkeit, durch eigene Spenden die Aktion zu unterstützen. Um eine möglichst hohe Reichweite zu generieren, wurde das Konzert von mehreren Radiosendern und per Internetstream live übertragen. So wurde eine gesamte Spendensumme von über zwei Millionen Euro erwirtschaftet.
Am 30. Oktober 2024 zeichnete der Ministerpräsident von Nordrhein-Westfalen, Hendrik Wüst, Die Toten Hosen „für ihren prägenden Einfluss auf Musik und Kultur in unserem Land und ihr herausragendes soziales und gesellschaftliches Engagement“ mit dem Staatspreis des Landes Nordrhein-Westfalen aus. Das Preisgeld in Höhe von 25.000 Euro spendete die Band unter anderem an ein Frauenhaus und ein Kinderzentrum in Düsseldorf. Die Laudatio während der feierlichen Preisverleihung im Apollo Varieté in Düsseldorf hielt Regisseur Wim Wenders.

### Beziehungen zur Heimatstadt Düsseldorf

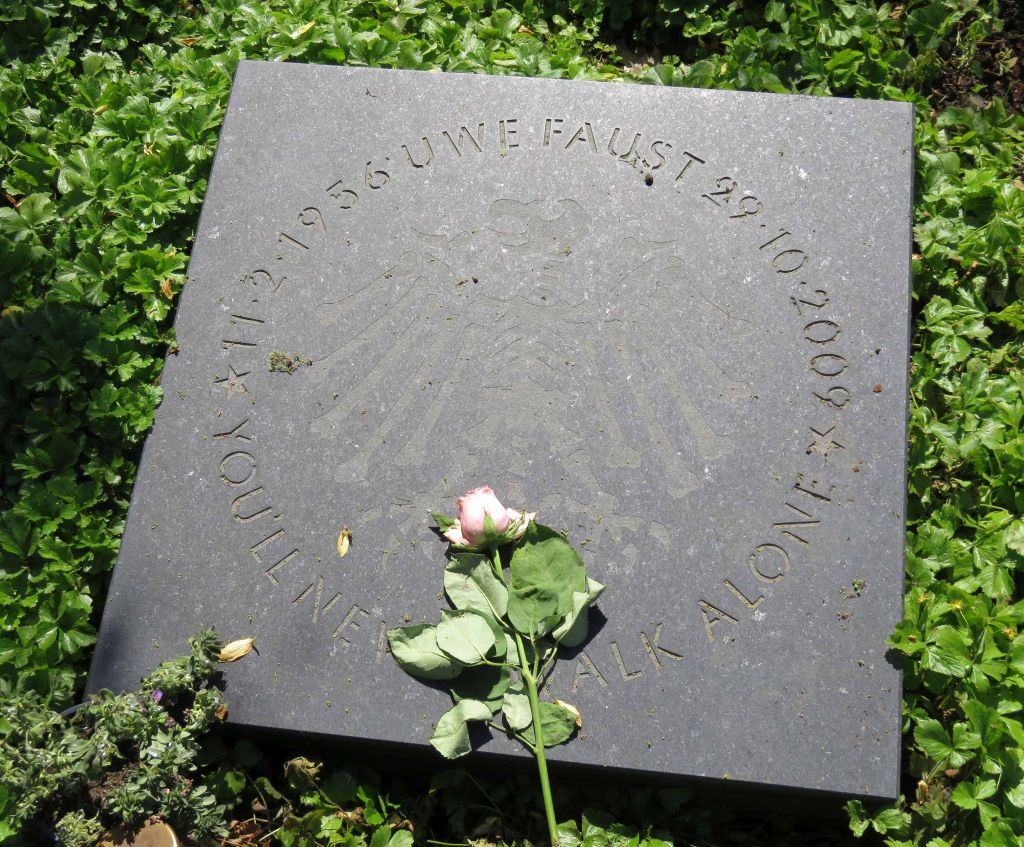
Grabstein des ehemaligen Roadies Uwe Faust auf der Gemeinschaftsgrabstätte der Band

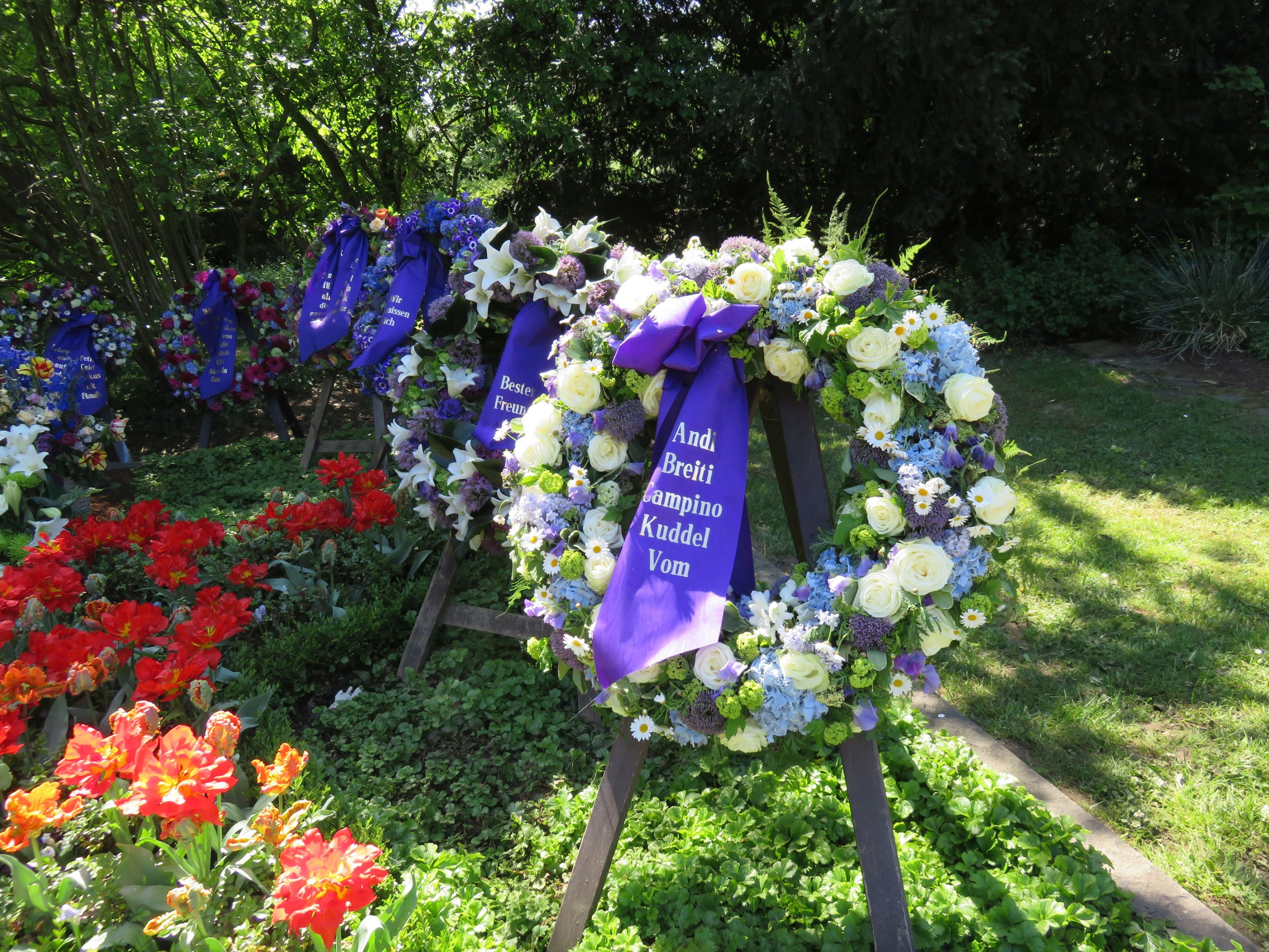
Gemeinschaftsgrab auf dem Düsseldorfer Südfriedhof 2016

Im Laufe ihrer Geschichte bekundete die Band durch verschiedene Aktionen ihre Verbundenheit zu ihrer Heimatstadt Düsseldorf. Im Sommer 1995 trug sie zusammen mit einem Teil der Düsseldorfer EG gegen die von der finnischen Nationalmannschaft unterstützten Leningrad Cowboys beim „Powerplay des Wahnsinns“ an der Düsseldorfer Brehmstraße ein Eishockeyspiel aus. Unter dem Teamnamen „Knochenbrecher Düsseldorf“ verloren sie nur knapp mit 10:11. Seit Januar 2012 unterstützt die Band den finanziell angeschlagenen Düsseldorfer Eishockeyclub DEG und kaufte in Vorreiterfunktion ein sogenanntes „Bekennerpaket“, das unter anderem Sitzplätze in der gehobenen Klasse für alle Heimspiele im ISS Dome enthält. Zudem wurde ein rot-gelbes Warmlauftrikot entworfen, das die Aufschrift Alles aus Liebe und das Totenkopfemblem der Band trägt. Die gesamten Einnahmen aus dem Verkauf der Shirts gehen an den Klub.
Die Band schlüpfte 1996 in Damenkleider, Seidenstrümpfe und hochhackige Schuhe und nahm unter dem Motto „Wir beerdigen den guten Geschmack“ mit einem eigenen Wagen am Düsseldorfer Karnevalszug teil. Im Jahr 2018 nahmen die Musiker bunt verkleidet in einem Wagen mit der Aufschrift „Laune der Natur“ erneut am Karnevalszug teil.
Die Mitglieder der Band sind Fans des Fußballclubs Fortuna Düsseldorf. Ende der 1980er Jahre halfen sie dem Verein mit einer Spende von 200.000 DM, den Kauf des Spielers Anthony Baffoe zu finanzieren. Von 2001 bis 2003 sponserten sie den Verein, als dieser in größere finanzielle Schwierigkeiten geraten war. 2002 ging die Band mit der Brauerei Diebels einen Werbevertrag ein und leitete die Einnahmen an die Jugend des Vereins weiter, die das Totenkopflogo der Band auf ihrem Trikot trägt. Am 20. Oktober 2012 wurden die Musiker zu Ehrenmitgliedern des Vereins ernannt.
Die Mitglieder der Band haben auf dem Düsseldorfer Südfriedhof eine Grabstätte für 17 Personen gemietet, in der sie und ihre engsten Freunde beerdigt werden wollen. Bereits in diesem Grab beigesetzt wurden der ehemalige Roadie der Band Uwe Faust (im Jahr 2009), der vormalige Manager Jochen Hülder (2015) und Wolfgang Rohde (2016).
Im November 2018 wurden Die Toten Hosen als „Düsseldorfer des Jahres“ für ihr Lebenswerk ausgezeichnet. „Im Laufe ihrer Geschichte bekundete die Band Die Toten Hosen durch verschiedene Aktionen ihre Verbundenheit zu ihrer Heimatstadt Düsseldorf“, lautete die offizielle Begründung der Jury.

## Filmografie
- 1985: Der Formel Eins Film, Regie: Wolfgang Büld
- 1986: WAAhnsinn – Der Wackersdorf-Film, Dokumentarfilm, Regie: Helge Cramer, Uwe Heitkamp, Michael Herl und Christian Wagner
- 1987: Tatort, Folge 198: Voll auf Haß, Regie: Bernd Schadewald, Auftritt als Punkband
- 1992: Langer Samstag, Regie: Hanns Christian Müller
- 1994: Tatort, Folge 300: … und die Musi spielt dazu, Regie: Hanns Christian Müller, Cameo-Auftritt als Matrosenchor aus Hamburg
- 1994: Voll normaaal mit Tom Gerhardt, Cameo-Auftritt im Getränkemarkt
- 2001, 2005: Abvent. Regie: Hanns Christian Müller; Musik und Kabarett mit Gerhard Polt und der Biermösl Blosn
- 2008: Palermo Shooting, Regie: Wim Wenders; Campino in der Hauptrolle, Cameo-Auftritt der anderen Bandmitglieder in einzelnen Szenen
- 2012: Nichts als die Wahrheit, Regie: Eric Friedler; Dokumentation zum 30-jährigen Bandjubiläum